# Carlos Briceno
Carlos Martin Briceno, född 10 augusti 1967 i Newport Beach i Kalifornien, är en amerikansk före detta volleybollspelare.
Briceno blev olympisk bronsmedaljör i volleyboll vid sommarspelen 1992 i Barcelona.